# 붙어야 산다
《붙어야 산다》(영어: Stuck on You)는 2003년 개봉한 미국의 코미디 영화이다. 피터 패럴리와 보비 패럴리 형제가 감독했으며, 맷 데이먼과 그레그 키니어가 결합 쌍둥이 역할을 연기했다.

## 출연진
- 맷 데이먼 - 밥 테너 역
- 그레그 키니어 - 월트 테너 역
- 에바 멘데스 - 에이프릴 머세이디스 역
- 시모어 커셀 - 모티 오라일리 역
- 원옌 스 - 메이 퐁 역
- 셰어 - 본인 역
- 팻 크로퍼드 브라운 - 미미 역
- 스티븐 속스
- 데인 쿡
- 린 셰이
- 벨라 손
- 제시카 코피얼
- 로나 미트라
- 피터 단테이
- 그리핀 던
- 제이 레노
- 캠 닐리
- 벤 카슨
- 캐머런 디애즈
- 페르난다 리마
- 프랭키 뮤니즈
- 메릴 스트리프
- 루크 윌슨
- 제시 벤투라
- 톰 브레이디

## 반응

### 흥행
영화는 5천 5백만 달러의 예산을 들였으며, 전 세계적으로 약 6천 5백만 달러의 수입을 냈다.

### 평가
영화는 대체로 긍정 평가를 받았다. 리뷰 애그리게이터 웹사이트 로튼 토마토에서는 지지도 60%를 기록했다.